# Petras Erlebnis
Petras Erlebnis ist ein Kurzfilm von Ingrid Meyer (später Ingrid Reschke) von 1956.

## Inhalt
Die etwa 11-jährige Petra erinnert sich an die Ereignisse eines Tages: eine Schnitzeljagd, ein provisorisches Klassenzimmer auf einer Wiese, das Bestimmen von Pflanzen und zum Tagesausklang eine Segelbootfahrt. Dieses schreibt sie alles akkurat in ein Heft im Pionierhaus Potsdam.

## Hintergründe
Petras Erlebnis ist eine filmische Übung der Regiestudentin Ingrid Meyer. Es ist einer der ältesten erhaltenen Studentenfilme der zwei Jahre zuvor neu gegründeten Hochschule für Filmkunst in Potsdam-Babelsberg.
Ingrid Reschke wurde einige Jahre später die erste Regisseurin in der DDR, die einen abendfüllenden Spielfilm drehen konnte (Wir lassen uns scheiden), und die Kodrehbuchautorin der Legende von Paul und Paula.
Petras Erlebnis wurde 2016 bei einer Retrospektive zum Werk von Ingrid Reschke im Zeughauskino in Berlin gezeigt und 2022 bei einer Reihe von Filmen von DDR-Dokumentarfilmerinnen beim Dokfest in Leipzig.